# Tetřívek sazový
Tetřívek sazový (Dendragapus fuliginosus) je druh lesního tetřeva, který se vyskytuje podél Pobřežního pásma Severní Ameriky od jihovýchodní Aljašky po střední Kalifornii. Je úzce příbuzný s tetřívkem douglaskovým, se kterým byl až do roku 2006 považován ze tentýž druh.
Tetřívci mají tělo slepicovitého tvaru. Slepice (samice) mají hnědě zbarvené opeření s bílým kropením, kohouti (samci) jsou modro-šedí. Ocas je dlouhý s šedým zakončením, křídla krátká a zaoblená, silný zobák je tmavý a krátký. Nejsou příliš zdatní letci. Samice klade od března do května 5–8 vajec do mělkého důlku v zemi. O potomstvo se stará pouze samice. Tetřívici se živí hlavně jehličím, na jaře a v létě potravu doplňují dostupným ovocem, rostlinami a hmyzem. Na podzim vykonávají tzv. převrácenou výškovou migraci, kdy se stahují do vyšších poloh až na hranici lesa.

## Taxonomie
Tetřívek sazový (Dendragapus fuliginosus) a příbuzný tetřívek douglaskový (Dendragapus obscurus) byli počátkem 20. století považováni za dva odlišné druhy. Nicméně po zbytek 20. století s nimi bylo nakládáno jako s jedním druhem.
Na základě genetických výzkumů z počátku 21. století však v roce 2006 došlo k vydělení tetřívka sazového do samostatného druhu. Vedle genů se oba druhy od sebe liší i zabarvením opeření, tokem, některými morfologickými znaky i chováním.
Rozeznávají se následující 4 poddruhy, které se liší jemnými rozdíly v barvách ocasu:
- D. f. sitkensis Swarth, 1921 – Aljaška a Britská Kolumbie;
- D. f. fuliginosus (Ridgway, 1873) – Yukon, severozápadní Kalifornie;
- D. f. sierrae Chapman, 1904 – od Washingtonu po severní Kalifornii, Nevada;
- D. f. howardi Dickey & Van Rossem, 1923 – střední Kalifornie.

## Popis
Jedná se o přisedlého, poměrně velkého ptáka s tělem slepicovitého tvaru. Hlava je malá, zobák je tmavý a krátký, křídla jsou krátká a zakulacená. Ocas je dlouhý s šedým zakončením. Tetřívci měří 41–51 cm, rozpětí křídel je 64–71 cm, váha dosahuje 1,1–1,3 kg.
Opeření slepic je krypticky zabarvené, tzn. dobře splývá s okolním prostředím. Slepičí šat je hnědý, místy až žlutohnědý, a na spodní části těla je pokryt bílým kropením, zatímco ne hřbetu je kropení do tmava. Světlý krk kontrastuje s černými tvářemi. Juvenilní jedinci vypadají jako dospělé slepice.
Šat kohoutů je ocelově modro-šedý bez výrazného kropení jako u slepic. Zvláště během jarních námluv vynikají kohoutí oranžové poušky (laloky nad okem) a žluto-oranžové vzdušné vaky po stranách krku, které se v době námluv značně nafouknou. Dlouhý, šedě zakončený ocas kohoutů je během námluv často roztahován, takže vynikne jeho vějířovitý tvar a šedý koncový lem.
Oproti tetřívku douglaskovému má tetřívek sazový světlejší opeření, má o dvě ocasní pera méně (18 vs 20 u tetřívka douglaskového), vějířovitý ocas samců je při rozevření do šeda spíše než do černa a vzdušné vaky kohoutů při toku jsou sytě žluté, naproti tomu u tetřívka douglaskového jsou sytě červené. Zatímco tetřívci douglaskoví tokají hlavně při zemi nebo na nízko umístěných větvích, tetřívci sazoví tokají vysoko v korunách stromů.

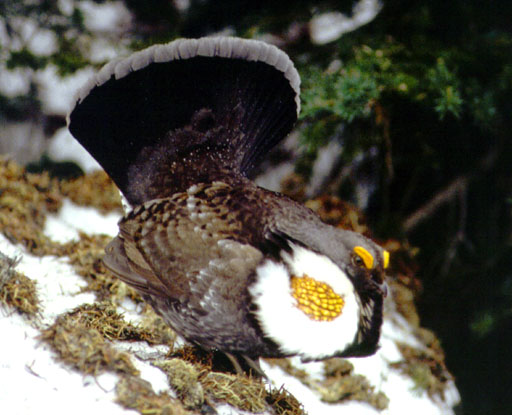
Samec během námluv
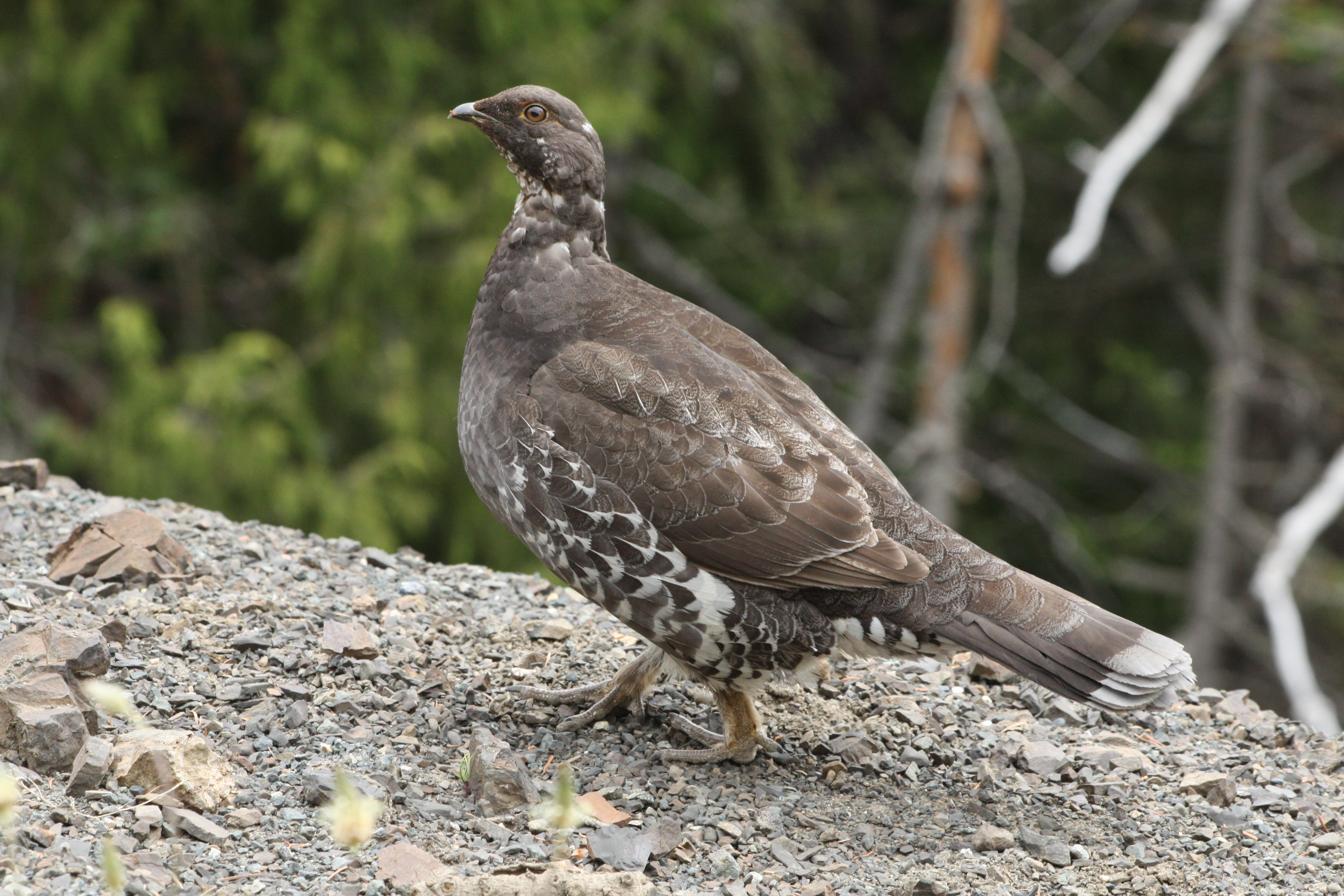
Samice

## Biologie a chování

### Životní cyklus
Rozmnožuje se v nižších polohách s dostatkem otevřených ploch jako jsou louky a mýtiny. Kohouti si počátkem jara vyhradí teritoria, na které lákají slepice, avšak hnízda si slepice nakonec staví vně kohoutích teritorií. Kohouti tokají od poloviny března do konce léta. V době námluv honosně ukazují svá ocasní pera a vzdušné vaky. Tok je velmi hlasitý, avšak je obtížné jej lokalizovat.

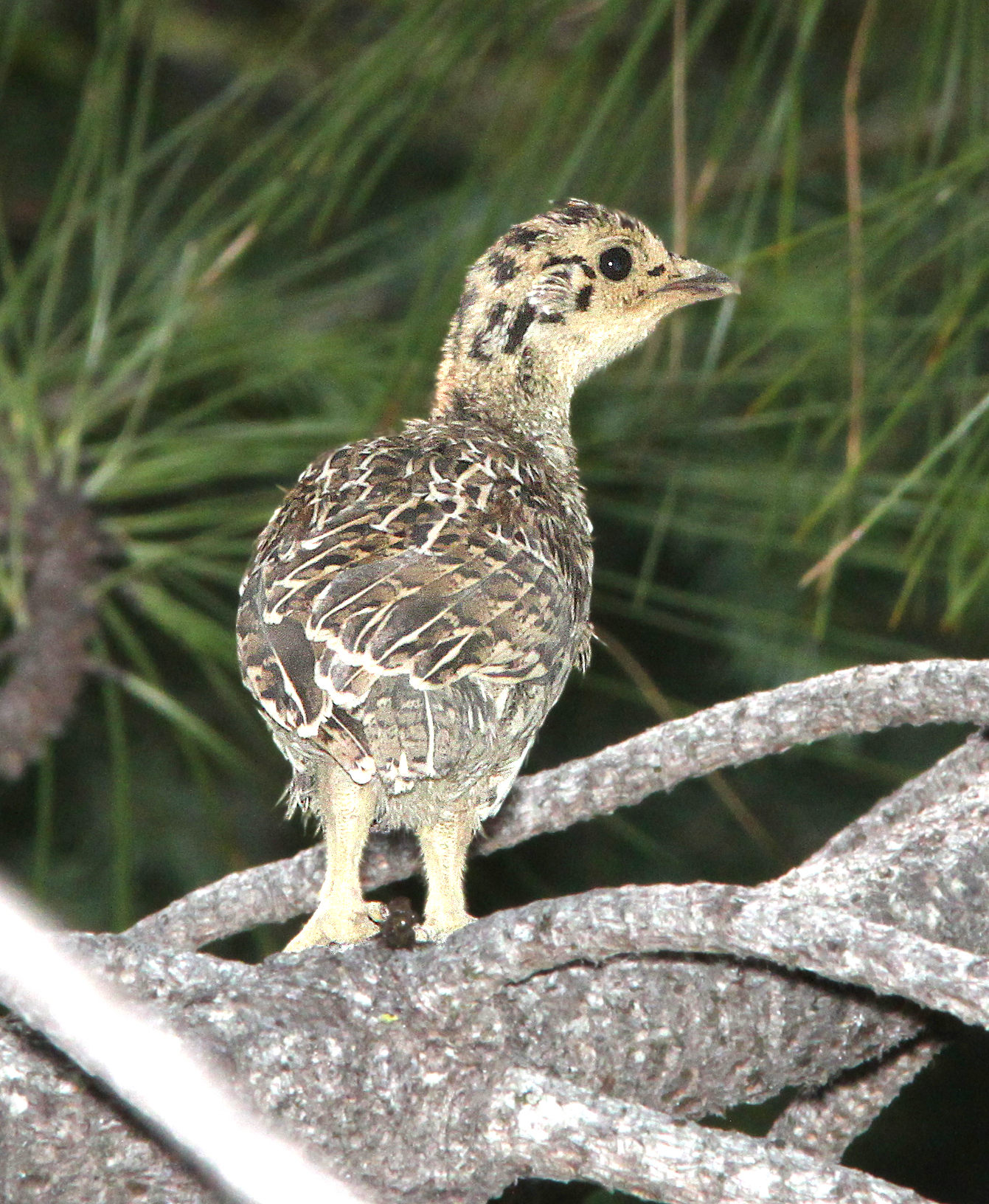
Kuřata tetřívků mají podobně zbarvená jako dospělé samice

K hnízdění dochází od března do května. Slepice kladou většinou 5–8 vajec do mělkého důlku v zemi, typicky v nízkém borovičí. Hnízda jsou typicky umístěna vedle skály, stromu či dalších přírodních objektů. V pralesních porostech mohou být hnízda umístěna v mohutných kořenových systémech vzrostlých stromů. Inkubuje pouze slepice po dobu 25–28 dní. Mláďata jsou prekociální a nidifugní. Hnízdo opouští již den po narození, aby následovali samici při hledání potravy. Kolem 8.–9. dne začínají s prvními lety, k osamostatnění dochází kolem 13. týdne. O vylíhlá kuřata se stará pouze slepice, která se s ostatními slepicemi a jejich kuřaty občas shlukuje do malých hejn o cirka 10, občas i 20 jedincích. Do malých hejn se na jaře a v létě shlukují i kohouti.
Na podzim se všichni tetřívci se začnou stahovat do vyšších poloh. Druh vykonává tzv. převrácenou výškovou migraci. Zatímco období páření stráví v nižších polohách, na zimu se stahuje do vyšších oblastí až na hranici lesa. Může se dožít až 14 let.

### Potrava
Hlavní potravu druhu tvoří zelené jehličí stromů jako jsou douglaska tisolistá, jedlovec Mertensův a smrk sitka. Potravu doplňuje sezónně dostupným ovocem, hmyzem, listy a trávou. Hmyz je důležitý hlavně po růst kuřat v prvních měsících po narození, než přijde první zima a budou nuceni přejít čistě na jehličí a šišky.

## Rozšíření a stanoviště
Habitat druhu tvoří stálezelené borovicové vlhké lesy až do nadmořské výšky 3600 m n. m. Převažujícími dřevinami v habitatu tetřívků jsou jedlovec Mertensův, smrk sitka a douglaska tisolistá. Areál rozšíření sahá od jihovýchodní Aljašky až po severní Kalifornii v úzkém pásu podél západního pobřeží Severní Ameriky. Dále od pobřeží se nachází areál tetřívka douglaskového. Tetřívci sazoví jsou poměrně běžní na pobřežních ostrovech.
Místy je velmi hojný. Mezinárodní svaz ochrany přírody (IUCN) odhaduje celkovou populaci dospělých jedinců na 2 miliony kusů.

## Predátoři, ochrana
K přirozeným predátorům druhu patří šelmy a draví ptáci. Hnízda tetřívků občas plení mj. veverka obecná. V Kanadě a na Aljašce se jedná o lovného ptáka, avšak ostatní americké státy lov tetřívků zakazují. Druh však není příliš moc loven z důvodu špatné přístupnosti jeho habitatu (husté, často výše položené lesy).
Druh aktuálně nic neohrožuje, pročež jej IUCN hodnotí jako málo dotčený.